# Frivillig brandkår

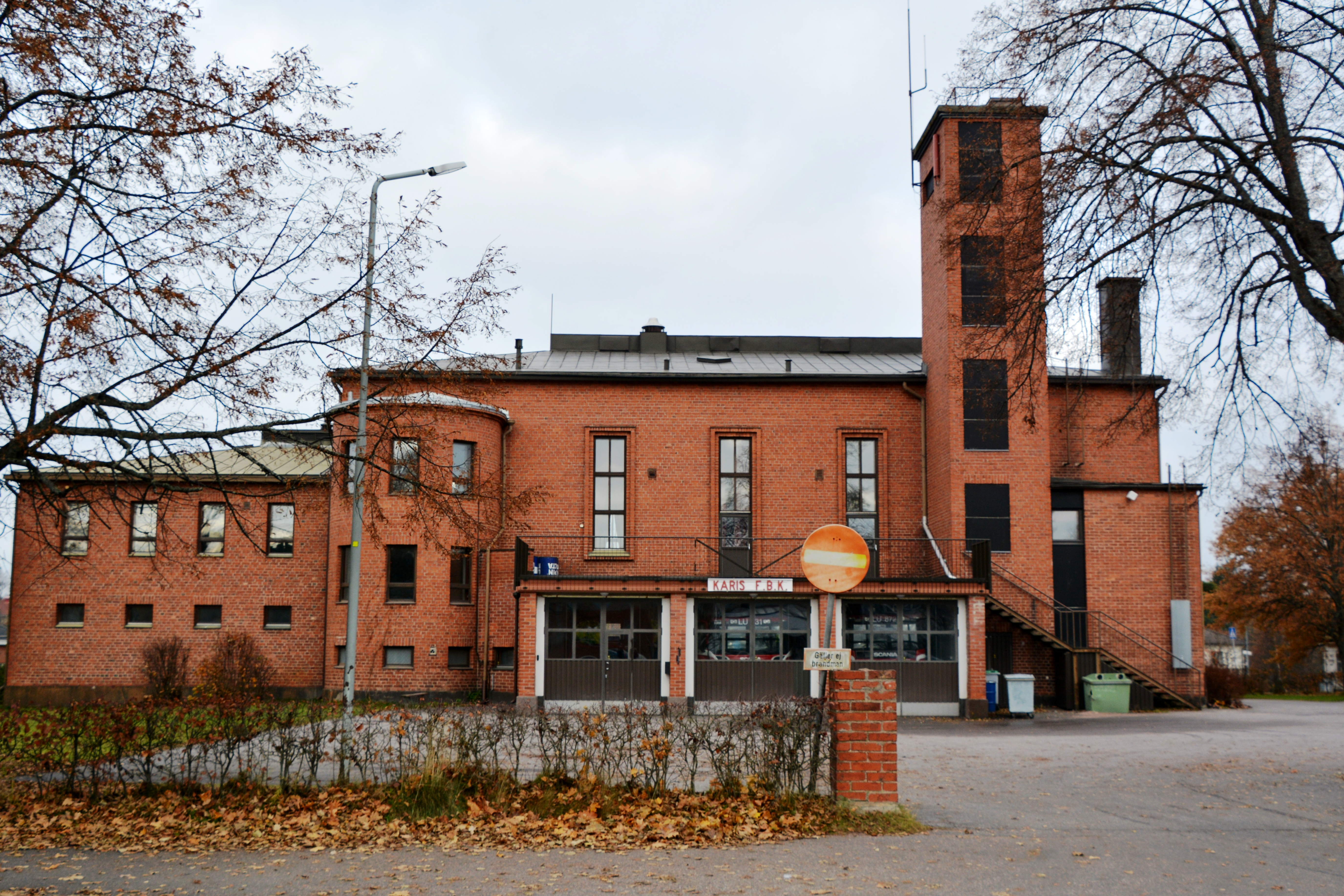
Brandstationen för Karis frivilliga brandkår i Finland.

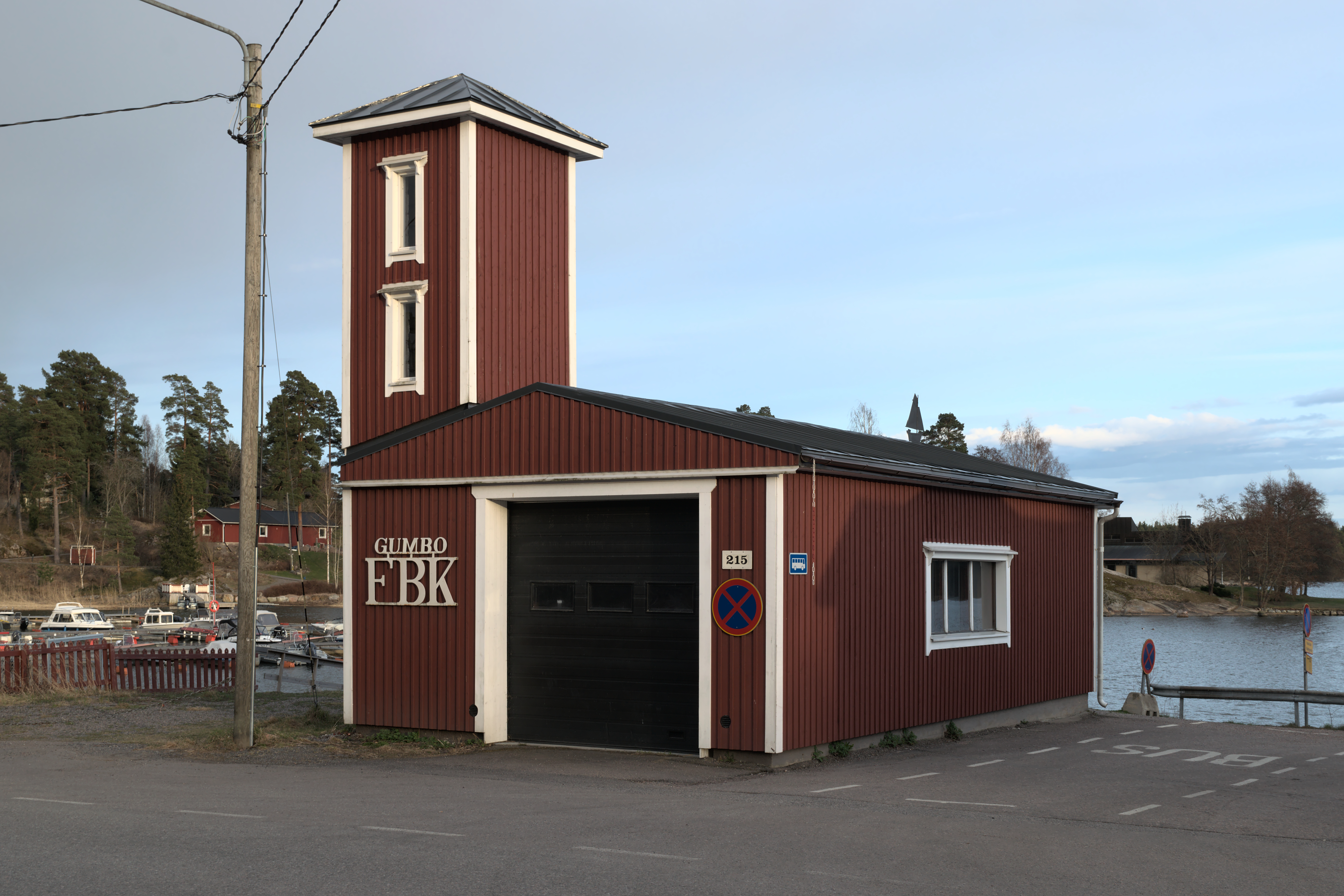
Gumbo frivilliga brandkårs stationshus i Finland.

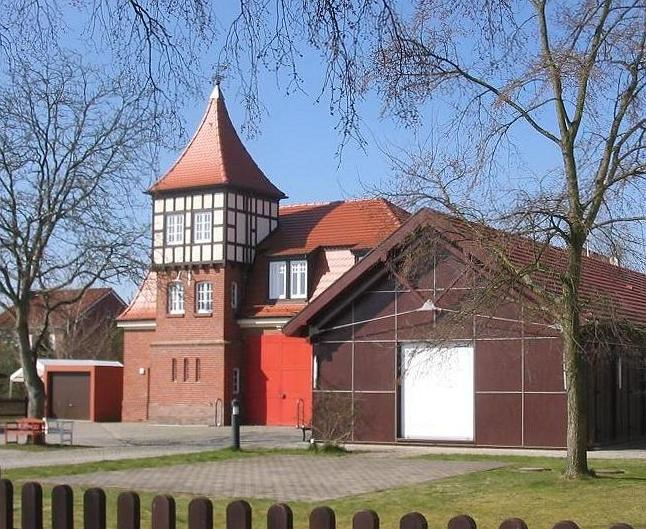
Frivilliga brandkårens brandstation i Ahrensdorf i Ludwigsfelde kommun i Tyskland

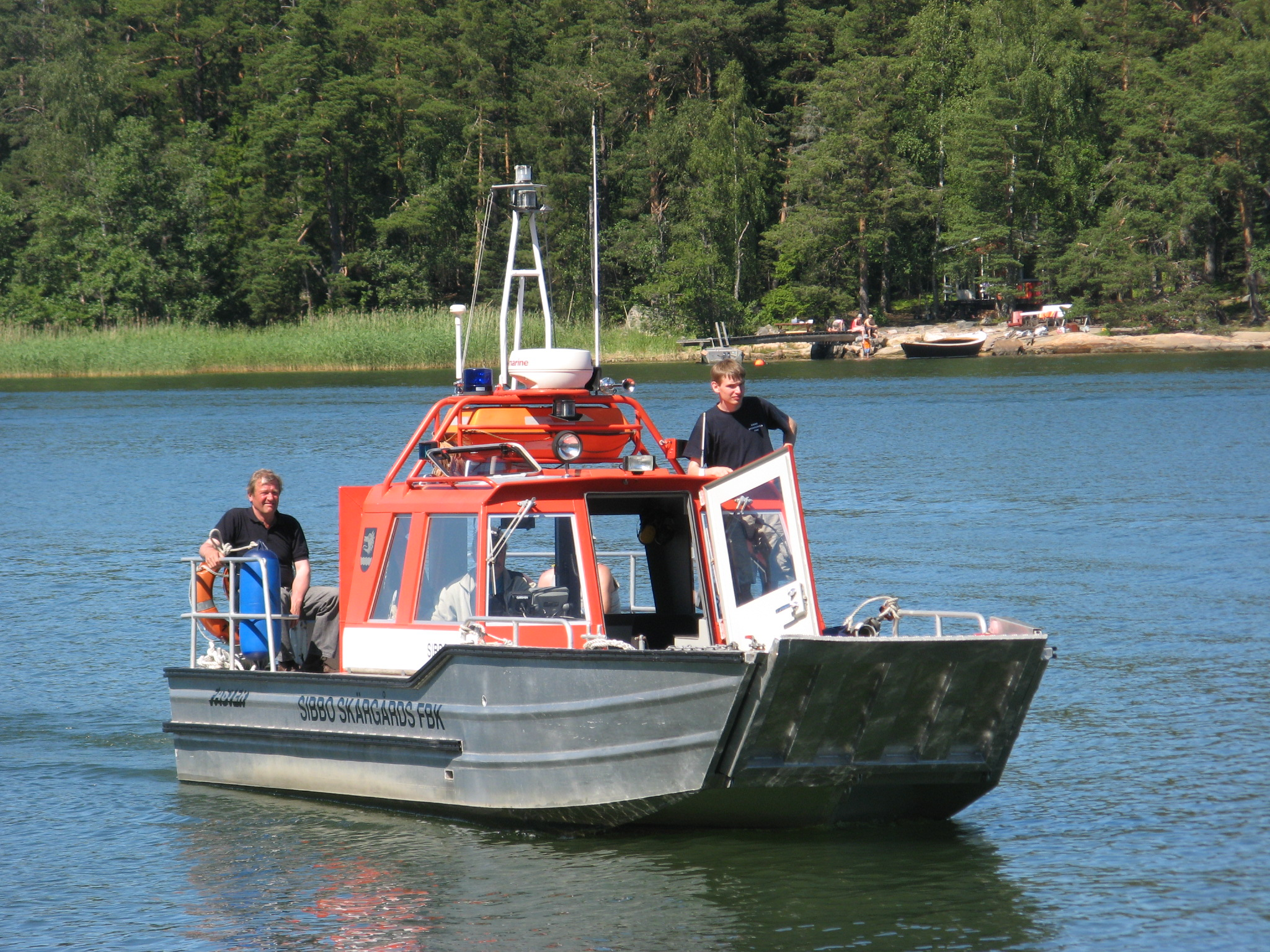
Brandbåt tillhörande Sibbo skärgårds frivilliga brandkår i Finland.

En frivillig brandkår (ofta förkortat FBK) är en brandkår vars medlemmar inte i första hand försörjer sig på brandmansverksamheten. I många länder sköts brandförsvaret i mindre samhällen och på landsbygden i första hand genom frivilliga brandkårer, då detta arrangemang ger lägre fasta kostnader än en organisation med avlönad personal. Också i större samhällen förekommer frivilliga brandkårer, då ofta som komplement till en reguljär brandkår.
Brandmännen kan få lön eller ersättning till exempel för enskilda uppdrag, men är för sitt uppehälle inte beroende av brandkårsverksamheten. Eventuellt kan brandkåren ha viss anställd personal.
Den frivilliga brandkåren finansieras ofta genom avtal med kommunala eller regionala myndigheter och kan samla in medel som andra allmännyttiga föreningar.

## Olika länder
I Finland är frivilliga brandkåren en viktig institution. Det finns över 600 frivilliga brandkårer i landet.
I Sverige organiserade frivilliga brandkårer på 1800--talet på basis av tidigare system med brandvärnplikt för vuxna män. Efter att yrkesbrandkårer bildats, har omkring 300 frivilliga brandkårer[källa behövs] kvarstått, vilka ingår i eller på annat sätt samverkar med de kommunala räddningsvärnen. De representeras av intresseorganisationen förbundet Sveriges frivilliga brandkårer. En utbildningsplan är framtagen tillsammans med Myndigheten för samhällsskydd och beredskap
I Tyskland är brandförsvaret en kommunal angelägenhet, men ryggraden i det tyska brandförsvaret utgörs av 24 700 frivilliga brandkårer, Freiwillige Feuerwehr (FF), med 1,3 miljoner brandmän. Varje tätort och samhälle har sin egen frivilliga brandkår, som samordnas på kommunal och högre nivå. I Österrike utgörs har de frivilliga brandkårerna huvudansvaret för brandförsvaret med sina 300 000 brandmän. Varje tätort och samhälle har sin egen frivilliga brandkår. Yrkesbrandkårer finns bara i de sex största städerna. I Sydtyrolen är brandförsvaret organiserad efter österrikiskt mönster, med 306 frivilliga brandkårer.